# .рус
.рус és un domini ciríl·lic de primer nivell per a la comunitat d'Internet de parla russa, fou delegat el 29 de setembre de 2014. La registració de prioritat es va iniciar el 3 de setembre de 2015. La registració oberta es va iniciar el 24 de maig de 2016.

## Dades generals
El domini .рус està destinat a tots els usuaris d'Internet, que parlen rus i saben la cultura russa. No és un domini nacional, no està vinculat a un estat concret o a una nació concreta. El nom del domini només pot contenir només símbols de l'alfabet rus i xifres, així com el símbol «-».

## Els primers dominis ciríl·lics
- En 2003 el primer domini ciríl·lic de primer nivell fou el domini .ру, iniciat a base del sistema dels servidors d'arrel alternativa DNS i-DNS. Durant la seva existència, en el domini .ру es van registrar uns quants milers de noms de domini en rus.

- En 2008 sota el programa IDN Fast Track es va plantejar la qüestió sobre la creació d'un domini ciríl·lic nacional de la Federació Russa. El domini .ру no va tenir molt d'èxit degut a la seva similitud visual amb el domini nacional de Paraguai .py.

## Història del domini .рус
- En juny de 2011 es va adreçar una carta a la corporació ICANN amb una proposta per delegar un nou domini, destinat a l'ús per la comunitat mundial de parla russa. Els iniciadors foren el registrador rus Webnames.ru i Centre d'Internet de Parla russa conjuntament amb el Centre d'Informació de Xarxa d'Ucraïna.[1]

- En abril de 2012 es va presentar una sol·licitud a ICANN per al domini .рус[2] en el marc del Plantilla:Iw, que preveu la posada en marxa de molts dominis de primer nivell.